# Abu-Yaqub Yússuf

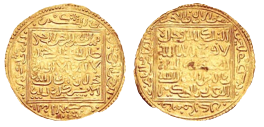
Dinar marroquí encunyat sota el seu regnat.

Abu-Yaqub Yússuf an-Nàssir ibn Yaqub fou sultà del Marroc de la dinastia marínida (1286-1307). Durant el seu govern, en 1290 es va acabar la treva amb la Corona de Castella, reiniciant-se la guerra de l'Estret.